# Facing Future
| Recensione | Giudizio |
| ---------- | -------- |
| AllMusic   | [ 1 ]    |

Facing Future è un album del cantante hawaiiano Israel Kamakawiwo'ole, pubblicato nel 1993.

## I brani
La canzone più nota dell'album è la traccia 14, un medley di Over the Rainbow, il brano tratto dalla colonna sonora de Il mago di Oz, e What a Wonderful World resa celebre da Louis Armstrong.

## Tracce
1. Hawaiʻi '78 Introduction – 5:05 (Mickey Loane)
2. Ka Huila Wai – 3:20 (Alfred Alohikea)
3. ʻAmaʻama – 2:14 (Sam Alama)
4. Panini Pua Kea – 3:07 (Johnny Almeida)
5. Take Me Home, Country Roads – 4:56 (Bill Danoff, John Denver, Taffy Nivert)
6. Kūhiō Bay – 3:31 (Keliana Bishaw)
7. Ka Pua Uʻi – 2:55 (Bina Mossman)
8. White Sandy Beach of Hawaiʻi – 2:37 (Willie Dann)
9. Henehene Kou ʻAka – 4:22 (Tradizionale)
10. Lā ʻElima – 3:40 (Elizabeth Kapeka Kuahuia)
11. Pili Me Kaʻu Manu – 2:33 (Johnny Spencer)
12. Maui Hawaiian Sup'pa Man – 3:53 (Del Beazley)
13. Kaulana Kawaihae – 4:01 (Alice Na`ai)
14. Somewhere over the Rainbow/What a Wonderful World – 5:08 (Harold Arlen, E.Y. "Yip" Harburg / Bob Thiele (George Douglas), George David Weiss)
15. Hawaiʻi '78 – 5:15 (Mickey Loane)